# Noord-Macedonië op de Olympische Zomerspelen 2020
Noord-Macedonië nam deel aan de Olympische Zomerspelen 2020 in Tokio, Japan.

## Medailleoverzicht
| Medaille | Naam              | Sport     | Onderdeel  | Datum   |
| -------- | ----------------- | --------- | ---------- | ------- |
| Zilver   | Dejan Georgievski | Taekwondo | +80 kg (m) | 27 juli |

## Atleten
| sport       | mannen | vrouwen | totaal |
| ----------- | ------ | ------- | ------ |
| Atletiek    | 1      | 0       | 1      |
| Judo        | 0      | 1       | 1      |
| Karate      | 0      | 1       | 1      |
| Schietsport | 1      | 0       | 1      |
| Taekwondo   | 1      | 0       | 1      |
| Worstelen   | 1      | 0       | 1      |
| Zwemmen     | 1      | 1       | 2      |
| totaal      | 5      | 3       | 8      |

## Sporten

### Atletiek
Mannen
Loopnummers
| atleet         | onderdeel | series | series | kwartfinale | kwartfinale | halve finale   | halve finale   | finale         | finale         |
| atleet         | onderdeel | tijd   | rang   | tijd        | rang        | tijd           | rang           | tijd           | rang           |
| -------------- | --------- | ------ | ------ | ----------- | ----------- | -------------- | -------------- | -------------- | -------------- |
| Jovan Stojoski | 400 m     | 46,81  | 7      | n.v.t.      | n.v.t.      | niet geplaatst | niet geplaatst | niet geplaatst | niet geplaatst |

### Judo
Vrouwen
| atlete           | onderdeel | eerste ronde         | tweede ronde         | derde ronde          | kwartfinale          | halve finale         | herkansing           | finale / BM          | finale / BM    |
| atlete           | onderdeel | tegenstander uitslag | tegenstander uitslag | tegenstander uitslag | tegenstander uitslag | tegenstander uitslag | tegenstander uitslag | tegenstander uitslag | rang           |
| ---------------- | --------- | -------------------- | -------------------- | -------------------- | -------------------- | -------------------- | -------------------- | -------------------- | -------------- |
| Arbresha Rexhepi | −52 kg    | n.v.t.               | Giles V 00 - 11      | niet geplaatst       | niet geplaatst       | niet geplaatst       | niet geplaatst       | niet geplaatst       | niet geplaatst |

### Karate

#### Kata
Vrouwen
| Atleet                | Onderdeel | Eliminatie | Eliminatie | Ranking        | Ranking        | Finale / BM            | Finale / BM    |
| Atleet                | Onderdeel | Score      | Rang       | Score          | Rang           | Tegenstander Resultaat | Rang           |
| --------------------- | --------- | ---------- | ---------- | -------------- | -------------- | ---------------------- | -------------- |
| Puleksenija Jovanoska | vrouwen   | 23,90      | 5          | niet geplaatst | niet geplaatst | niet geplaatst         | niet geplaatst |

### Schietsport
Mannen
| atleet            | onderdeel         | kwalificatie | kwalificatie | finale         | finale         |
| atleet            | onderdeel         | punten       | rang         | punten         | rang           |
| ----------------- | ----------------- | ------------ | ------------ | -------------- | -------------- |
| Borjan Brankovski | 10 m luchtpistool | 582          | 7            | niet geplaatst | niet geplaatst |

### Taekwondo
Mannen
| atleet            | onderdeel | eerste ronde         | kwartfinale          | halve finale         | herkansing           | finale / BM          | finale / BM |
| atleet            | onderdeel | tegenstander uitslag | tegenstander uitslag | tegenstander uitslag | tegenstander uitslag | tegenstander uitslag | rang        |
| ----------------- | --------- | -------------------- | -------------------- | -------------------- | -------------------- | -------------------- | ----------- |
| Dejan Georgievski | +80 kg    | Alba W 11 - 8        | Gbané W 9 - 4        | In K-d W 12 - 6      | bye                  | Larin V 9 - 15       | Zilver      |

### Worstelen
Mannen
Vrije stijl
| atleet              | onderdeel | eerste ronde         | kwartfinale          | halve finale         | herkansing           | finale / BM          | finale / BM |
| atleet              | onderdeel | tegenstander uitslag | tegenstander uitslag | tegenstander uitslag | tegenstander uitslag | tegenstander uitslag | rang        |
| ------------------- | --------- | -------------------- | -------------------- | -------------------- | -------------------- | -------------------- | ----------- |
| Magomedgadzhi Nurov | −97 kg    | Saadaoui W 3 - 0     | Salas V 1 - 3        | niet geplaatst       | niet geplaatst       | niet geplaatst       | 9           |

### Zwemmen
Mannen
| atleet         | onderdeel        | series  | series | halve finale | halve finale | finale         | finale         |
| atleet         | onderdeel        | tijd    | rang   | tijd         | rang         | tijd           | rang           |
| -------------- | ---------------- | ------- | ------ | ------------ | ------------ | -------------- | -------------- |
| Filip Derkoski | 400 m vrije slag | 4.03,34 | 36     | n.v.t.       | n.v.t.       | niet geplaatst | niet geplaatst |

Vrouwen
| atlete                 | onderdeel        | series | series | halve finale   | halve finale   | finale         | finale         |
| atlete                 | onderdeel        | tijd   | rang   | tijd           | rang           | tijd           | rang           |
| ---------------------- | ---------------- | ------ | ------ | -------------- | -------------- | -------------- | -------------- |
| Mia Blazhevska Eminova | 100 m vrije slag | 57,19  | 40     | niet geplaatst | niet geplaatst | niet geplaatst | niet geplaatst |